# Knolliger Sauerklee

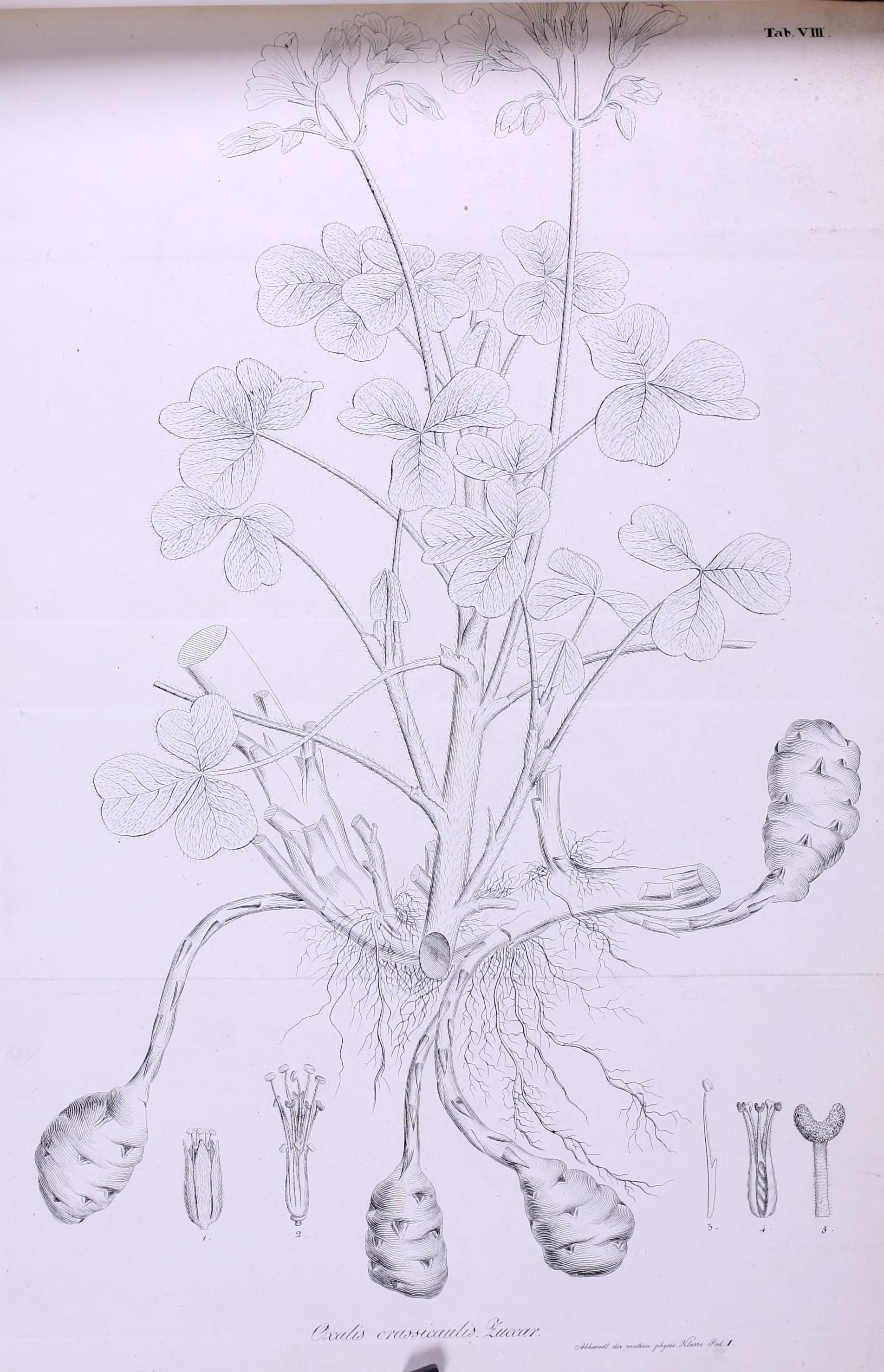
Illustration

Der Knollige Sauerklee (Oxalis tuberosa), auch Oka, Oca, Yam oder Peruanischer Sauerklee genannt, ist eine Pflanzenart in der Gattung Sauerklee (Oxalis) aus der Familie der Sauerkleegewächse (Oxalidaceae).

## Beschreibung
Der Knollige Sauerklee ist eine mehrjährige, sukkulente, krautige Pflanze. Die Pflanze wird bis über 30–40 cm hoch. Die Wurzeln bilden stark verzweigte Rhizome, deren Spitzen zu fleischigen Knollen anschwellen. Die wachsigen, mehr oder weniger runzligen, zylindrischen bis ellipsoiden oder keulenförmigen Knollen, mit kerbigen „Augen“, sind 3–15 cm lang, weiß, grün, orange, rosa, rot oder violett. Die aufrechten oder niederliegenden, fleischigen Stängel erreichen bis 1 cm Durchmesser. Sie sind dunkelgrün bis purpurn gefärbt und meist dicht mit Flaumhaaren bedeckt.
Die etwas durchscheinenden, an der Basis mit einem „Gelenk“ Pulvinus unterteilten Blattstiele sind ausgebreitet und 7 bis 10 cm lang. Die wechselständigen Laubblätter sind in drei fleischige Blättchen geteilt. Diese sind fast sitzend, mit Pulvini, verkehrt-herzförmig und ganzrandig, etwa 25 × 22 mm groß, grün bis purpurn und tragen zumindest auf der Unterseite Flaumhaare. Die Blättchen sind nyktinastisch. Es sind membranöse Nebenblätter vorhanden.
Oxalis tuberosa ist heterostyl und tristyl, es sind also drei verschiedene Blüten vorhanden. Die Blütenstände erscheinen achsel- oder endständig als vier- bis über achtfache Trugdolden. Die Blütenstandsschäfte sind 15 bis 17 cm lang. Die gestielten, zwittrigen Blüten mit doppelter Blütenhülle sind fünfzählig. Die gelben Blüten haben bis zu 2 cm im Durchmesser. Die Petalen mit streifigen Saftmalen sind verkehrt-eiförmig. Es sind 10 an der Basis verwachsene Staubblätter in zwei ungleich langen Kreisen vorhanden. Der oberständige, fünfkammerige Fruchtknoten ist fünfgrifflig.
Es werden, wenn auch selten, kleine und ein- bis wenigsamige, lokulizidale Kapselfrüchte gebildet. Die Samen besitzen eine explosive Samenschale (Endotesta, Arillus) welche sie aus der Frucht herausschleudert.
Die Chromosomenzahl beträgt 2n = 64.

## Domestikation und Verbreitung
Die Wildform der Oka ist unbekannt, da die Familie schlecht untersucht ist, vielleicht handelt es sich um Oxalis picchensis oder O. chicligastensis.
Die genaue Herkunft der Art ist umstritten. Vermutlich stammt sie aus Kolumbien. Auf Grund pflanzengeographischer Erwägungen wurden die Anden vorgeschlagen, so von Vavilov und Hawkes.
Die Oca ist als Kultur- und Nutzpflanze von Venezuela bis Bolivien und insbesondere in den Hochanden Perus verbreitet. Die Spanier brachten einige Arten nach Mexiko. Heute wird sie auch in Neuseeland gewerblich angebaut.

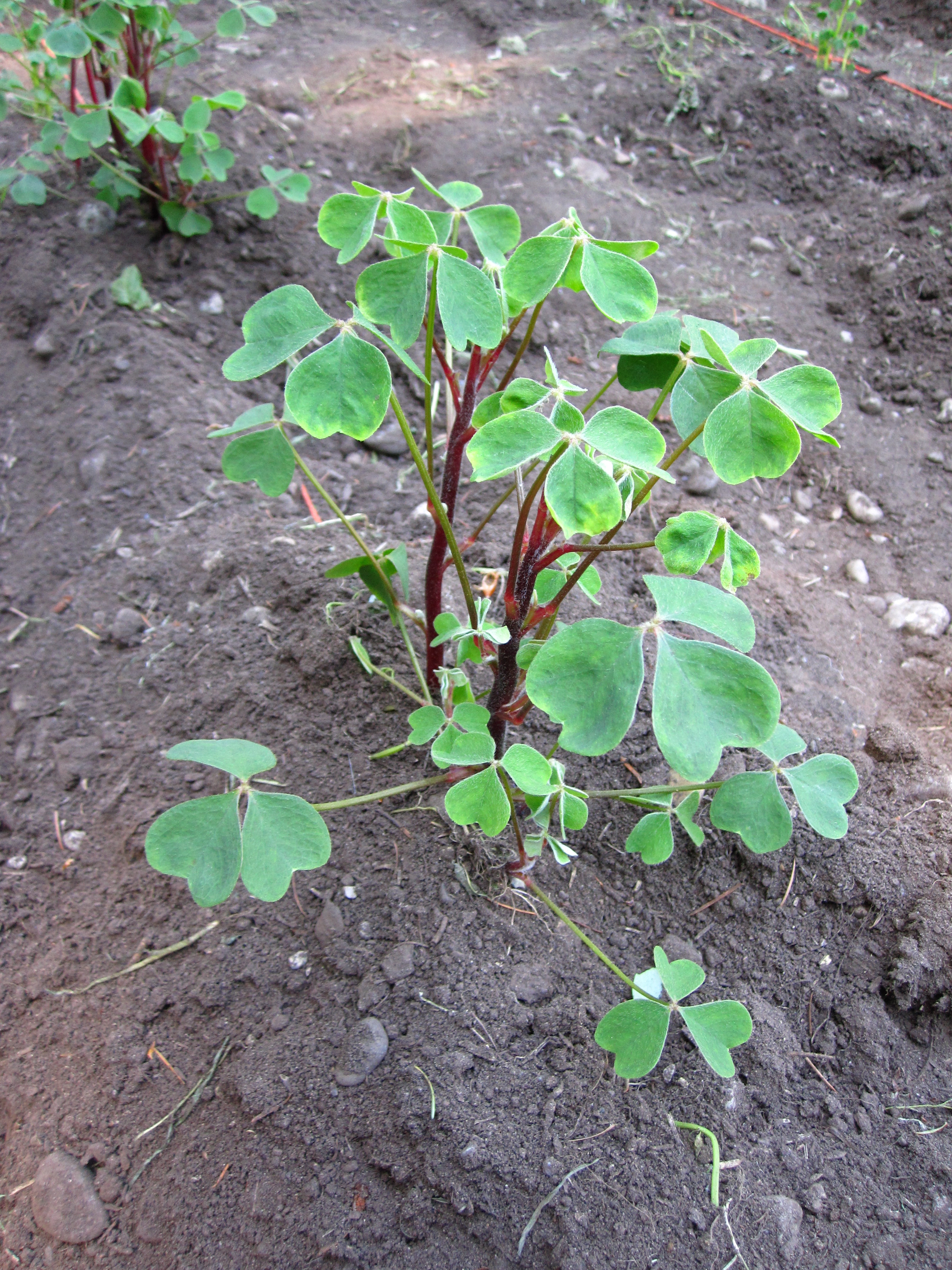
Blätter und Stängel ähneln denen des heimischen Sauerklees

Als Folge intensiver, vermutlich mehr als tausendjähriger Kultivierung der Art haben sich viele Sorten herausgebildet. Mit dem Ziel, größere, nahrhaftere und wohlschmeckendere Knollen zu erzeugen, wurde bei der Züchtung wenig Wert auf die Blüten der Pflanzen gelegt, so dass Sorten entstanden, die nicht mehr blühfähig oder steril sind und nur noch über die Knollen vermehrt werden können. Insbesondere die Sorten mit gelben und roten Knollen sind steril. Bei vielen Sorten weicht auch der Chromosomensatz stark vom Normal ab. So sind diploide, triploide, tetraploide, hexaploide und auch aneuploide Sorten bekannt.

## Kultivierung und Nutzung
Als Nahrungsmittel ist die Art in den Anden von regionaler Bedeutung. Als Apilla oder Ibia wird sie dort von den Quechua und Aymara angebaut, zwischen 2800 und 4100 m NN. In der Ernährung nimmt die Oka den zweiten Platz nach der Kartoffel ein, sie ist weniger ertragreich, aber auch weniger anfällig. Die Hauptanbauflächen liegen in einer Höhe von 3.500 bis 3.800 m NN. Schätzungen nach ist die Anbaufläche in Peru etwa 20.000 ha groß. Pro ha werden 3 bis 12 t jährlich produziert. Zuchtsorten sollen jedoch einen Ertrag von bis zu 97 t pro ha und Jahr erbringen.
Junge Blätter und Sprosse enthalten Oxalsäure, die ihnen den sauren Geschmack verleiht, meist nur in geringen Mengen, so dass sie als Salat oder Gemüse verwendet werden können. Die Knollen enthalten deutlich weniger Oxalsäure, dafür aber Stärke und größere Mengen Vitamin C, siehe Tabelle. Werden die Knollen nach der Ernte einige Wochen dem Sonnenlicht ausgesetzt, baut sich die Säure weitgehend ab und die Knollen werden süßer.

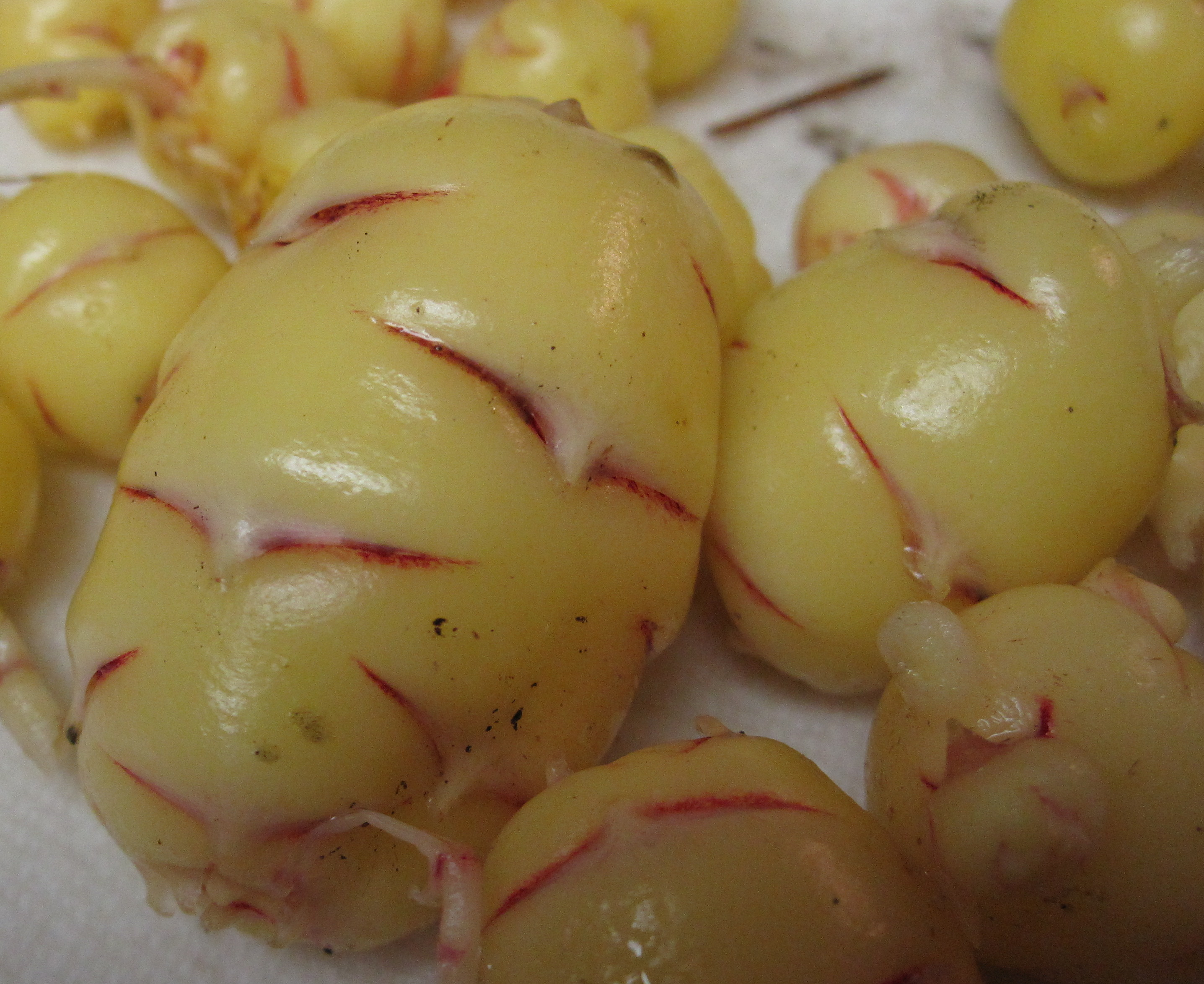
Gelbe Oka mit Streifen (Quechua Misitu)

In den Anden werden mehrere Unterarten angebaut. Koch-Oka (Quechua wayk’u, Aymara Luk'i) werden ein paar Tage in die Sonne gelegt und dann entweder ganz gekocht oder in einfachen Erdöfen geröstet. Saure Oka (p’osqo) für khaya  werden ca. einen Monat lang gewässert, um den Säuregehalt zu reduzieren, und dann getrocknet, indem man sie dem Sonnenlicht und den Nachtfrösten aussetzt, ein ähnliches Verfahren wie bei Kartoffeln (Chuño). Weitere Unterarten werden nach Farbe und Konsistenz unterschieden.
Auch die Stängel können wie Rhabarber gegessen werden.
In Neuseeland, wo die Art ab 1860 angebaut wurde, hat sie eine Bedeutung als Stärkelieferant und ist relativ stark verbreitet. Sie wird dort als Yam bezeichnet, sollte aber nicht mit Yams (auch Yamswurzel) verwechselt werden. Die Knollen sind länglich und ca. 10 cm lang.

Okapflanze mit freigelegten unreifen Knollen

In Europa wurde der Knollige Sauerklee im 19. Jahrhundert eingeführt, hat sich aber nur beschränkt in der Landwirtschaft etablieren können. Heutzutage wird er nur von Liebhabern gärtnerisch genutzt. Der Anbau erfolgt grundsätzlich wie bei Kartoffeln: Die Knollen werden, je nach Klima, etwa März bis April gesetzt. Man kann sie auch ab April im Topf vorziehen und erst im späten Mai aussetzen, da sie zu Beginn nur wenig wachsen. Ein idealer Standort ist sonnig, aber kühl und feucht, der Boden sollte fruchtbar und reich an organischen Bestandteilen sein. Während der Wachstumsphase kann man die Erde, wie bei Kartoffeln zur Pflanze hin etwas anhäufeln, dies unterstützt die Knollenbildung und beugt einem „Vergrünen“ der Knollen durch Sonnenlicht vor. Im Gegensatz zur Kartoffel sind grüne Knollen aber essbar. Die Pflanzen bilden zuerst kleine Büsche, die dann aber umfallen und sich entlang der Erdoberfläche ausbreiten. Bedeckt man die Zweige mit Erde, können sich auch an den Blattachsen Knollen ausbilden, diese sind aber meist klein. Die Ernte erfolgt, wenn die Blätter durch Frost abgestorben sind. Da der Knollige Sauerklee eine Kurztagspflanze ist, bildet er die Knollen erst im Herbst. Wegen der so geringen Zeit zum Wuchs bleiben die Knollen in Mitteleuropa ziemlich klein. Ein Frostschutz durch kleine Folientunnel kann die Ernte deutlich vergrößern. Kühl und trocken aufbewahrt, sind die Knollen bis zum nächsten Frühling lagerfähig. Sich selbst überlassen, sterben die oberirdischen Teile im Winter ab und im Frühling treiben die Knollen neu aus, sie sind bis ca. −5° frosthart. Da die Pflanze ein dichtes Blätterdach ausbildet, ist sie als Beifrucht etwa zu Stangenbohnen, Mais oder Tomaten geeignet, wo sie den Boden vor Erosion schützt und zusätzlich Unkräuter unterdrückt, allerdings auch Schnecken Schutz bietet.
In Mitteleuropa sind Oca gegen fast alle Schädlinge resistent, selbst Nacktschnecken meiden sie. In den Anden werden sie vom Oka-Rüsselkäfer (Premnotrypes spp., Cylydrorhinus spp.) und Viruskrankheiten befallen.
Die Knollen können roh in Salaten, gekocht, geröstet oder gebacken verzehrt werden. Der Geschmack wird unterschiedlich beurteilt, von "delikatem Zitronenaroma" bis "fade".